# Zalesie Łabędzkie
Zalesie Łabędzkie – wieś w Polsce położona w województwie podlaskim, w powiecie wysokomazowieckim, w gminie Kobylin-Borzymy.
W latach 1975–1998 miejscowość administracyjnie należała do województwa łomżyńskiego.
Wierni kościoła rzymskokatolickiego należą do parafii św. Stanisława Biskupa i Męczennika w Kobylinie-Borzymach.

## Historia
Założone prawdopodobnie w XV w.
Rękognicyarz poborowy woj. podlaskiego z r. 1581: wykaz dziedziców dóbr, ich urzędników, sług i sprawców powiatu bielskiego, wymienia Zaleskiego Mikołaja Wawrzyńcewicza, dziedzica działu wsi Zalesie łabędzkie. Był on jednocześnie współwłaścicielem wsi Sikory-Janowięta w parafii suraskiej.
W I Rzeczypospolitej wieś należała do ziemi bielskiej.
W roku 1827 Zalesie Łabędzkie liczyło 25 domów i 124 mieszkańców.
Pod koniec XIX w. Słownik geograficzny Królestwa Polskiego informuje: Zalesie Łabędzkie, powiat mazowiecki, gmina Piszczaty, parafia Kobylino. Mieszka tu drobna szlachta.
W roku 1921 było tu 14 budynków z przeznaczeniem mieszkalnym i 12 innych zamieszkałych oraz 147 mieszkańców (76 mężczyzn i 71 kobiet). Wszyscy podali narodowość polską i wyznanie rzymskokatolickie.